# Pinball Dreams
Pinball Dreams es un videojuego de simulación de pinball desarrollado por Digital Illusions y lanzado originalmente para Amiga en 1992. Tuvo varias secuelas incluyendo a Pinball Fantasies y Pinball Illusions. El port de MS-DOS fue lanzado digitalmente por Rebellion Developments junto con su secuela y Pinball Mania el 22 de febrero de 2011 en GOG.com con soporte para Microsoft Windows. Recibió una compilación para OS X el 23 de abril de 2013 y una compilación para Linux el 19 de agosto de 2014.

## Jugabilidad
Las cuatro mesas del juego tenían cada una un tema, al igual que la mayoría de las máquinas de pinball y Panchinko de la vida real. La versión de Pinball Dreams incluida con Amiga 1200 tenía un error que hacía que la mayoría de las funciones avanzadas de Beat Box no funcionaran:
- «Ignition», con una temática en torno al lanzamiento de un cohete, los planetas y la exploración espacial. El port Pinball 2000 de Expert Software renombró esta mesa como «Rocket».
- «Steel Wheel», con la temática de los trenes de vapor y el Viejo Oeste.
- «Beat Box», con la temática de la industria musical, las listas de éxitos, las bandas y las giras.
- «Nightmare», con la temática de un cementerio, fantasmas, demonios, pesadillas y cosas malvadas en general. A diferencia de las otras mesas del juego, el nombre de la mesa en el menú no reflejaba el nombre que se mostraba en la mesa en sí: «Graveyard». Algunos ports del juego (notablemente el port de GameTek para Game Boy) también nombran esta mesa como «Graveyard» en el menú.

## Desarrollo
La bola se mueve de acuerdo con una física razonablemente realista, y el juego se limitó a usar elementos de mesa que también serían posibles de construir en la realidad. El sonido y la música se realizaron con archivos de módulo. Con esta tecnología se podían incluir varias pistas de música en el espacio limitado de los disquetes.
Ports
- Atari Falcon
- Commodore 64: se lanzó una versión preliminar en la Breakpoint demo party en abril de 2006.[7]
- Game Boy
- Game Gear
- Game Boy Advance: bajo el título Pinball Challenge Deluxe con mesas agregadas de Pinball Fantasies.
- GP32: Lanzado en octubre de 2002.
- Super Nintendo Entertainment System: una conversión bastante precisa que incluye las cuatro mesas y un sonido casi perfecto. Sin embargo, la «sangre» roja debajo del parachoques superior en la mesa «Nightmare» se cambió a azul y se eliminaron las cruces.
- PC: una conversión para sistemas basados en DOS por Spidersoft.
- iPhone/iPod Touch: lanzado en enero de 2009 por Cowboy Rodeo como Pinball Dreaming: Pinball Dreams.
- PlayStation Network: lanzado en noviembre de 2009 por Cowboy Rodeo.
- iPhone/iPod Touch/iPad: lanzado en julio de 2011 por Cowboy Rodeo como Pinball Dreams HD.
- OS X: Lanzado en agosto de 2011 por Cowboy Rodeo como Pinball Dreams HD.
- Amstrad CPC: Lanzado en octubre de 2019 por BG GAMES.[8]

## Recepción
Pinball Dreams fue un éxito comercial, vendiendo más de 650.000 copias en su año de debut.
Pinball Dreams tuvo una recepción positiva de parte de los críticos. Electronic Gaming Monthly le dio a la versión de Game Gear un 5,8 de 10 comentando que «Pinball nunca funcionó realmente bien en sistemas portátiles y Pinball Dreams no es una excepción. Los tableros son enormes, pero el juego es un poco lento».
En 1993, Computer Gaming World criticó la versión para PC de Pinball Dreams por tener «el peor modelo físico» de cuatro juegos analizados, y no le gustó el desplazamiento «extraño». La revista dijo en junio de 1994 que Pinball 2000 «es un título promedio a un precio mayor que el promedio». En 1996, la revista clasificó a Pinball Dreams como el 119.º mejor juego de todos los tiempos, afirmando que «el desplazamiento suave y la excelente física de la bola hicieron de este juego de Amiga la elección de un mago». En 2011, Wirtualna Polska lo clasificó como el cuarto mejor juego de Amiga.

## Secuelas y spin-offs

### Pinball Dreams 2
Una secuela alternativa exclusiva para PC, Pinball Dreams 2, fue lanzada en 1995 por 21st Century Entertainment (como Pinball Dreams), pero fue desarrollada por Spidersoft.
Incluye cuatro mesas:
- «Neptune», temática de exploración submarina.
- «Safari», temática de un safari africano.
- «Revenge of the Robot Warriors», temática de una batalla contra robots.
- «Stall Turn», temática de acrobacia aérea.

El compositor Andrew Barnabas no tuvo acceso al juego mientras escribía su música, y en su lugar solo recibió una lista de títulos de canciones y una copia del Pinball Dreams original. Se quejó de que «ni siquiera podía ver cómo se veía el juego. Era como componer en la oscuridad».

### Pinball Mania
Pinball Mania es un juego de DOS de 1995 basado en Pinball Dreams. Si bien Digital Illusions no participó en el cuarto título de la serie de Pinball de 21st Century, fue desarrollado por Spidersoft. El juego presentaba 4 mesas: Kick Off, Jail Break, Tarantula y Jackpot. PC Games (Alemania) le dio al juego un 69 de 100, mientras que High Score le dio un 3 de 5. GameTek UK Ltd. publicó un port para Game Boy. Consoles Plus le dio un 80 de 100, mientras que Total! (Alemania) le dio un 3 de 6.

### Absolute Pinball
Absolute Pinball es un juego de DOS de 1996 basado en Pinball Dreams. Fue desarrollado por Unique Development Studios AB y publicado por 21st Century Entertainment Ltd. el 1 de septiembre de 1996. Joystick (Francia) le dio un 80 de 100, Coming Soon Magazine le dio un 76 de 100, PC Games (Alemania) le dio un 75 de 100, PC Player (Dinamarca) le dio un 70 de 100, PC Player (Alemania) le dio 3 estrellas, High Score le dio un 3 de 5, PC Joker le dio un 55 de 100 y Power Play le dio un 54 de 100.

### Total Pinball 3D
Total Pinball 3D es un juego de DOS lanzado en 1996 por 21st Century Entertainment y desarrollado por Spidersoft.
Un analista de Next Generation criticó que la vista de la mesa en modo 2D es demasiado pequeña debido a que está restringida a un lado de la pantalla, y concluyó: «Hay mucha variedad en el estilo de juego, la dificultad y la temática, y los gráficos son nítidos, pero en comparación con el alto nivel de detalle y originalidad de los títulos recientes, las mesas aquí parecen sosas... ahora me vienen a la mente juegos mucho mejores como Hyper 3-D Pinball y Pro Pinball: The Web». Le dio dos de cinco estrellas. Coming Soon Magazine le dio un 81 de 100, PC Games (Alemania) le dio un 68 de 100, GameSpot le dio un 5,8 de 10, Power Play le dio un 42 de 100 y PC Player (Alemania) le dio 1 estrella.